# 高坂昌定
高坂昌定（こうさか まささだ，生卒年不詳）信濃海津城主、武田四天王之一高坂昌信三子。兄長高坂昌澄、高坂昌元。
天正10年（1582）海津城陷落後逃往越後，之後在本國信濃下伊那龍川附近蜇居。不久出仕保科正之而領有3000石。